# 普法伊瑟峰

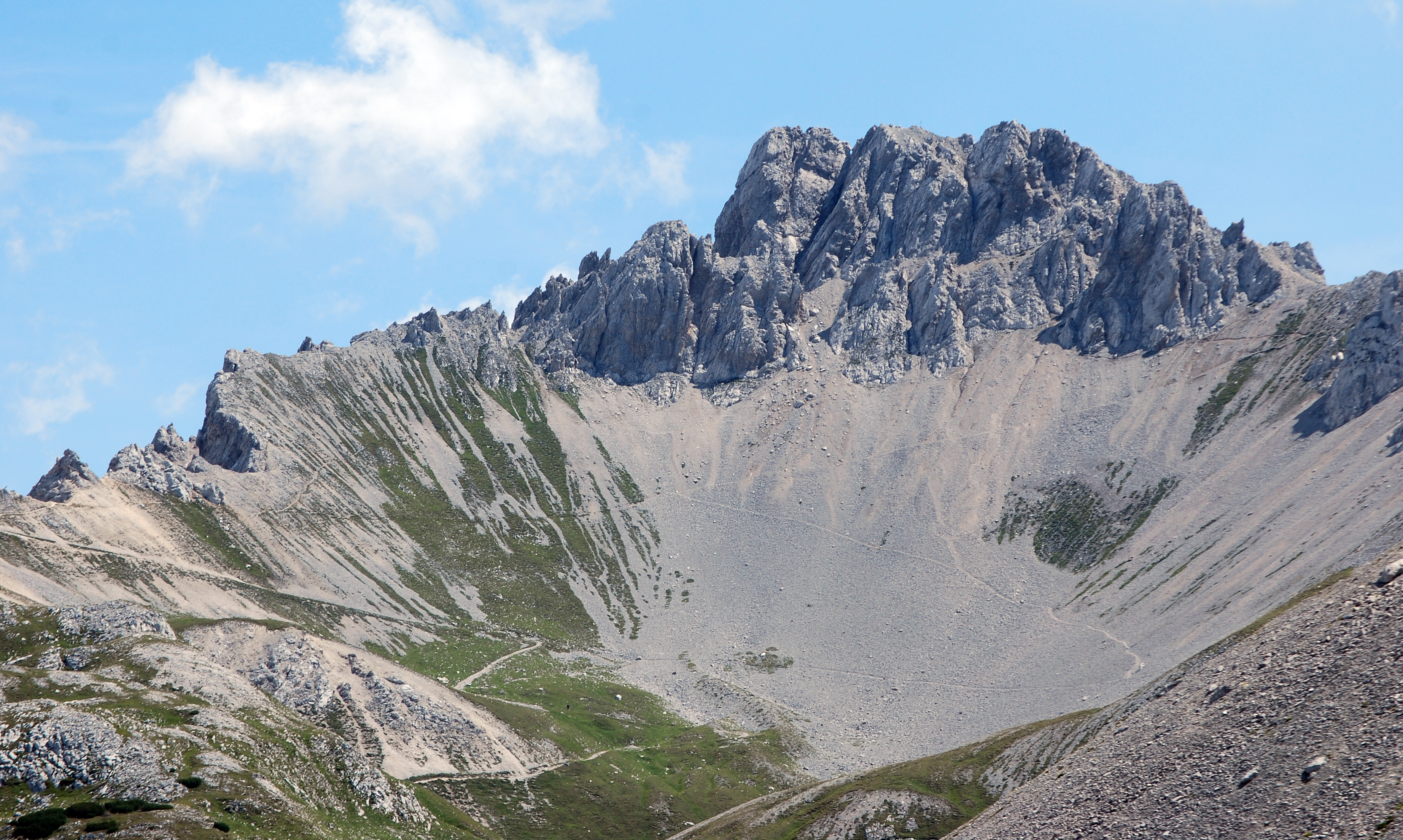

47°19′32″N 11°26′42″E / 47.32556°N 11.44500°E
普法伊瑟峰（德語：Pfeiser Spitze），是奧地利的山峰，位於該國西部，由蒂羅爾州負責管轄，屬於諾德凱特山脈的一部分，海拔高度2,347米，山峰在三疊紀時期形成。